# Alice Messenger
Alice Messenger è stato un client di instant messaging sviluppato da Telecom Italia pubblicato nella prima versione 1.0 nel novembre 2006. La versione 3.0, pubblicata il 21 novembre 2009, è la più recente.
La prima versione sfruttava Windows Messenger 5.1, le successive sono state prodotte da Telecom Italia e sono basate sull'architettura Server LCS di Microsoft.

## Compatibilità e versioni
La versione corrente del client (3.0) è compatibile con PC per i sistemi operativi Windows e precisamente per Windows 2000, Windows XP e Windows Vista.
Requisiti minimi: Processore 500 MHz o superiore (1 GHz con Windows Vista) RAM 256 MB o superiore (1 GB per Windows Vista) 30 MB di spazio libero su Hard Disk Direct X 9.0 o sup. per audio/video.
È possibile utilizzare Alice Messenger con collegamenti ad Internet diretti dialup o ADSL di qualsiasi provider. Dalla versione 1.2 è possibile anche il collegamento da reti aziendali (supportati Proxy senza autenticazione, con autenticazione di tipo Basic e con autenticazione di tipo NTLM).

### Versione 1.0
La prima versione è stata proposta sfruttando la veste grafica di Windows Messenger 5.1 di Microsoft, leggermente customizzato per Telecom Italia.
Versione molto voluminosa visto il necessario requisito di installazione di .NET Framework 1.1, pubblicata nel novembre 2006.

### Versione 1.1
Rinnovata la veste grafica attraverso l'utilizzo del framework grafico Qt (toolkit), questa versione offre le classiche funzionalità disponibili per i client di IM:
- presence dei buddy
- file transfer
- scambio emoticon
- videochiamata

Introdotta in questa versione anche la possibilità di contattare altre community (Windows Live Messenger e GTalk)

### Versione 1.2
Caratteristica saliente di questa versione è l'introduzione del supporto per l'utilizzo con Proxy autenticati, fornendo la possibilità di utilizzare il client in ambiti LAN.

### Versione 1.3
In questa versione è stato introdotto il supporto dinamico per la gestione delle emoticon e la possibilità di eseguire animazioni in flash (animoticon). Al già esistente supporto per la videochiamata, è stata introdotta la possibilità di mettere in hold/resume le chiamate.

### Versione 2.0 e 2.1
Le ultime 2 release del software, novembre 2008 e febbraio 2009. Sono state riviste le logiche di usabilità del precedente client, sensibilmente modificato. 
Il client dispone delle maggiori funzionalità di instant messaging, con l'aggiunta di ulteriori elementi per la fruizione di nuovi servizi.

### Versione 3.0
Da questa versione è possibile installare il client su altre versioni di OS non Windows, esistono i pacchetti di installazione per MacOS, e Linux (.rpm, e.deb)

## Caratteristiche
Come per altri client, è possibile verificare se i contatti della propria lista sono on line. Per chattare bisogna aggiungere l'indirizzo di posta elettronica di altri utenti alla lista contatti e ricevere l'autorizzazione. Inoltre:
- Posta Elettronica Si può controllare la posta dell'account con un'anteprima delle mail (si viene avvisati di nuove mail con un alert)
- Radio Già installato, il plugin per l'ascolto di musica.
- Foto Album e Disco Remoto accesso a foto Album e a spazio web, personali.
- Convergenza I clienti Telecom Italia, possono inserire tra i contatti dei numeri TIM. Se il numero è registrato al servizio da mobile ed ha installato il client per telefonino è possibile chattare come da PC. altrimenti il messaggio arriva tramite SMS.

## Contatti Windows Live Messenger e Google Talk
Alice Messenger è federato con altri client: MSN (Windows Live Messenger) e Google Talk particolare che permette di comunicare anche con chi preferisce l'utilizzo di altri prodotti, la comunicazione tra client federati non permette però lo scambio di file o contenuti multimediali.

## Altre funzionalità
Altre caratteristiche sono simili a quelle dei principali client presenti in rete: Comunicazione audio/video, invio/ricezione file con controllo antivirus, supporto a contenuti multimediali, frase personale visibile a tutti i contatti amici, invio di “trilli”, invio emoticon, avatar dei contatti, finestra chat con sfondi predefiniti o personali e per quanto riguarda la privacy la possibilità di bloccare utenti indesiderati.

## Vulnerabilità di sicurezza
Nel settembre 2007 Punto Informatico pubblica la notizia che evidenzia una falla presente in una componente del client 1.0. 
Questa era contenuta nel file Hp.Revolution.RegistryManager.dll distribuito insieme al programma di configurazione ConfigAliceMesseger.exe, poteva rendere vulnerabili le postazioni che avevano installato il software.
Vulnerabilità che Telecom Italia ha corretto con la distribuzione della versione 1.1.